# Rafael Alfaro
Rafael Alfaro Alfaro (El Cañavate, Cuenca, 1930-Granada, 2014) fue un poeta y periodista español.

## Biografía
Estudió filosofía y Teología en Córdoba y Sevilla y dijo su primera misa como sacerdote salesiano en la Mezquita de Córdoba (1957); después estudió canto gregoriano en París y enseñó filosofía, literatura y música en San Salvador; se tituló en periodismo en Madrid (1972). Animó a la poesía a Francisco Arellano Oviedo y es amigo de otro sacerdote poeta, Valentín Arteaga. Ha colaborado como crítico de poesía en la revista Reseña y publicado en las revistas Cultura (San Salvador), Claustro Poético de Jaén y Boletín Salesiano.
Lleva publicados más de 25 libros, la mayoría de poemas, y ha recibido premios nacionales e internacionales, entre ellos el Nacional de Literatura de El Salvador (1961), El Ciudad de Madrid, 1968; el Boscán de Barcelona en 1969; el Alcaraván, en 1973; el internacional del Olivo en 1976; el Villa de Rota (1980); el Café Marfil de Madrid, 1977; el Ciudad de Cuenca, 1984; el Tiflos, 1990; el José Hierro, 1994; y el Florentino Pérez Embid de la Real Academia Sevillana de Buenas Letras (2002).
Falleció en Granada el 23 de marzo de 2014.

## Obras
- Cables y pájaros, Madrid, CCS, 19799.
- Indagación del otoño, Madrid: Adonáis, 2003, Premio "Florentino Perez-Embid" de 2002.
- Escondida senda (Antología), Madrid: Cultura Hispánica, 1986
- Tierra enamorada, Madrid: Adonáis, 1986.
- El alma de la fuente, San José de Costa Rica, 1971.
- La otra claridad, Madrid: Playor, 1989.
- Los pájaros regresan a la tarde, Madrid, 1994.
- Una llamada al misterio: Cuatro poetas, hoy, 1975.
- Música callada, Cádiz, 1981, Madrid, 1991.
- Tal vez mañana, Torrejón de Ardoz: El Reino, 1978.
- Vamos, Jonás, Salamanca, Imp. Calatrava, 1974.
- Voz interior, Barcelona: Instituto Catalán de Cultura Hispánica, 1972 (Premio Boscán).
- Elegías del RUS, 1993.
- Objeto de contemplación, Jaén, 1978, "Primer Premio Internacional de Poesía 'El Olivo' 1976."
- Apuntes de Alarcón. Cuenca: Diputación Provincial, 2001.
- Salmos desde la noche, 1993.
- Xaire poemas marianos, 1998
- Con Mercedes Muñoz, Cables y pájaros, 1979.
- Los cantos de Contrebia, Cuenca: Ayuntamiento, 1985.
- Concierto en cuatro tiempos para Carlos de la Rica. Cuenca: Real Academia Conquense de Artes y Letras, 1988.
- Dios del venir: imágenes de Adviento y Navidad, Madrid: Editorial CCS, 1994. ISBN 84-7043-815-8
- Con Enzo Bianco, Dieron su vida: Monseñor Luis Versiglia y lixto Caravario, Madrid: Central Catequística Salesiana, 1983. ISBN 84-7043-300-8
- Con Teresio Bosco, Juan Pablo II: "testigo de la esperanza", Madrid: Central Catequística Salesiana, 1982. ISBN 84-7043-261-3
- Don Bosco: Cartas a los niños de todas las edades. ISBN 978-84-7043-3535
- Con Don Bosco de la mano. ISBN 978-84-7043-6376